# Facultad de Derecho (UNR)
La Facultad de Derecho y Biblioteca "Dr. Rodolfo O. Fontanarrosa" pertenecientes a la Universidad Nacional de Rosario se encuentran ubicadas en el Edificio "Ex Palacio de Justicia", monumento histórico nacional de la ciudad de Rosario.

## Historia
El 27 de junio de 1959, la Asamblea Universitaria de la Universidad Nacional del Litoral aprobó la creación de la Escuela de Derecho dependiente de la Facultad de Ciencias Económicas, Comerciales y Políticas, con asiento en Rosario.
En 1958 ya se habían creado cursos libres que funcionaban en el Colegio de Escribanos y que estuvieron a cargo de destacados docentes como Ángel Chávarri, Roberto H. Brebbia, Alberto Arrué Gowland, Jorge Tellería, Eugenio Malaponte, Ricardo Arribillaga, Juan Carlos Gardella, Fernando P. Brebbia, Óscar Borgonovo, Raúl Sala, Roque Sanguineti y Luis Laporte.
Además se constituyeron tribunales examinadores en las asignaturas de la carrera de abogacía que correspondían a la currícula de Ciencias Económicas. De entre ellos hemos de recordar a Adolfo Rouzaut, Federico Ortiz de Guinea, Rinaldo Lucchini, Camilo Muniagurria, entre otros.
La Universidad Nacional de Litoral decidió cesar esas actividades pero esta medida resultó tardía porque ya nadie dudaba de la necesidad de establecer una Facultad de Derecho en Rosario. Esta acción la llevaron adelante un grupo importante de docentes encabezados por Manuel de Juano y del decano de la Facultad de Ciencias Económicas, Comerciales y Políticas U.N.L. Dr. Roberto Pérez.
Cuando, como se ha dicho en el primer párrafo, se creó la Escuela de Derecho, la Facultad de Ciencias Económicas, Comerciales y Políticas integró una comisión para que se encarguen de la organización y de proponer un Plan de Estudios. Se constituyó con Manuel de Juano, Alberto Arrué Gowland y Adolfo Rouzaut por el claustro docente; Manuel D. Ilundain por el claustro de graduados y Guillermo Fierro en representación del claustro de estudiantes.
El primer plan de estudios de la carrera de abogacía se aprobó en el Consejo Directivo de la Facultad de Ciencias Económicas, Comerciales y Políticas el 23 de octubre de 1959, en expte. 17-D-59, Resolución 921 CD. Fdo. Samuel Gorbán -Decano- y por el Consejo Superior de la Universidad Nacional del Litoral, expte. 80693/39a, el 7 de noviembre de 1959, firmado Josué Gollán -Rector- y, conjuntamente, se creó y aprobó el Doctorado en Jurisprudencia (Sociología, Derecho Civil Comparado, Derecho Comercial Comparado, Derecho Público Comparado, Tesis).
El Consejo Directivo de la Facultad de Ciencias Económicas designó Director-Delegado de la Escuela de Derecho, ad honorem, al Dr. Manuel de Juano el 4/XII/59.
Poco después, se abrió la Escuela, poniendo en marcha sus dos primeros años con una inscripción de 617 alumnos. 
En marzo de 1960 se comenzaron a dictar los dos primeros años de la carrera; en 1961, tercer y cuarto año y en 1962, de completó el ciclo, con quinto y sexto año.
La primera mesa examinadora se constituyó el 15 de julio de 1960 en que se reunió el tribunal de "Introducción al Derecho" integrados por los profesores Werner Goldschmidt, Juan Carlos Gardella y Roberto Horacio Brebbia.
En mayo de 1962 se convocó al claustro de profesores de la Escuela para tratar la transformación de ésta en Facultad.
se convocó al claustro de profesores de la Escuela para tratar la transformación de ésta en Facultad. La Comisión, a propuesta del profesor Isidoro Silberstein, quedó integrada así:
Profesores: Roberto Horacio Brebbia, Carlos Aletta de Sylvas, Oscar Adolfo Borgonovo, Ángel Fernando Girardi y José Lueso.
Graduados (designados por el Colegio de Abogados): Juan Trillas, Isidoro Silberstein y Emilio Almansi.
Estudiantes (designados por las agrupaciones estudiantiles): Alberto Raúl Alexander, Norberto Leguizamón, Horacio Duilio Zamboni, Ángel Francisco Salvatierra, Néstor Pedro Sagüés y Carlos Ferraro.
El 15 de febrero de 1967, mediante resolución N.º 75 del Secretario de Cultura y Educación de la Nación, Dr. Carlos María Gelly y Obes, se transforma la Escuela en Facultad de Derecho de la Universidad Nacional del Litoral, con sede en Rosario.
La Universidad Nacional de Rosario se creó por ley 17.987 del 29 de noviembre de 1968. La fecha de constitución oficial es el 16 de diciembre del mismo año. La integraron 7 facultades, 2 escuelas y un instituto. Todas ellas dependientes del a Universidad Nacional del Litoral hasta ese momento.
Las Facultades de Ciencias Médicas (antes Facultad de Medicina, Farmacia y Ramos Menores); de Ciencias, Ingeniería y Arquitectura -nombre que se le dio al crearse la Universidad Nacional de Rosario (antes Facultad de Ciencias Matemáticas, Físico-Químicas y Naturales Aplicadas a la Industria); de Ciencias Económicas, Comerciales y Políticas; de la Facultad de Filosofía, Letras y Ciencias de la Educación (luego Filosofía y Letras y posteriormente Facultad de Filosofía, Letras y Ciencias del Hombre. Hoy Facultad de Humanidades y Artes)), de Odontología, de Ciencias Agrarias y la nuestra de Derecho y Ciencias Políticas.
Escuelas Superior de Comercio y Politécnico (antes Escuela Industrial Superior de la Nación).
y el Instituto Superior de Música.
Con la creación de la Universidad Nacional de Rosario, se incorpora a la Facultad de Derecho la Escuela de Ciencia Política y Relaciones Internacionales, que hasta esa fecha dependía de la Facultad de Ciencias Económicas. El 15 de marzo de 1969, al aprobarse el Estatuto de la Universidad Nacional de Rosario, mediante decreto n.º 1528 del Poder Ejecutivo Nacional, pasó a denominarse Facultad de Derecho y Ciencias Políticas. Estas carreras continuaron juntas hasta la creación de la Facultad de Ciencia Política y Relaciones Internacionales en 1974. Desde entonces se emplea la designación de "Facultad de Derecho."
El primer Graduado de la Escuela de Derecho es Néstor Pedro Sagüés.
El primer Graduado de la Facultad de Derecho es Edgar Baracat.
La primera mujer graduada es Noemí Panella.
Una frase, citada en el folleto que se publicara en 1962 impulsando la conversión de la Escuela de Derecho en Facultad y que corresponde a un texto inserto en un mural de la Facultad de Jurisprudencia de Quito, resume la historia y los ideales de los fundadores muy brevemente: "Por que tú eres libre para alcanzar tus sueños".
Textos recomendados: 
LATTUCA, Ada "Historia de la Facultad de Derecho de UNR", en Revista de la Facultad de Derecho n.º 4/6, Rosario, 1986, pág. 115.
FIERRO, Guillermo "Los orígenes de la Facultad de Derecho de la Universidad Nacional de Rosario" en Revista de la Facultad de Derecho N.º 16. UNR Editora, Rosario, 2003, pág. 249.
DÍAZ, Araceli. Página WEB de la Facultad de Derecho de la UNR.

## Biblioteca Universitaria "Dr. Rodolfo O. Fontanarrosa"

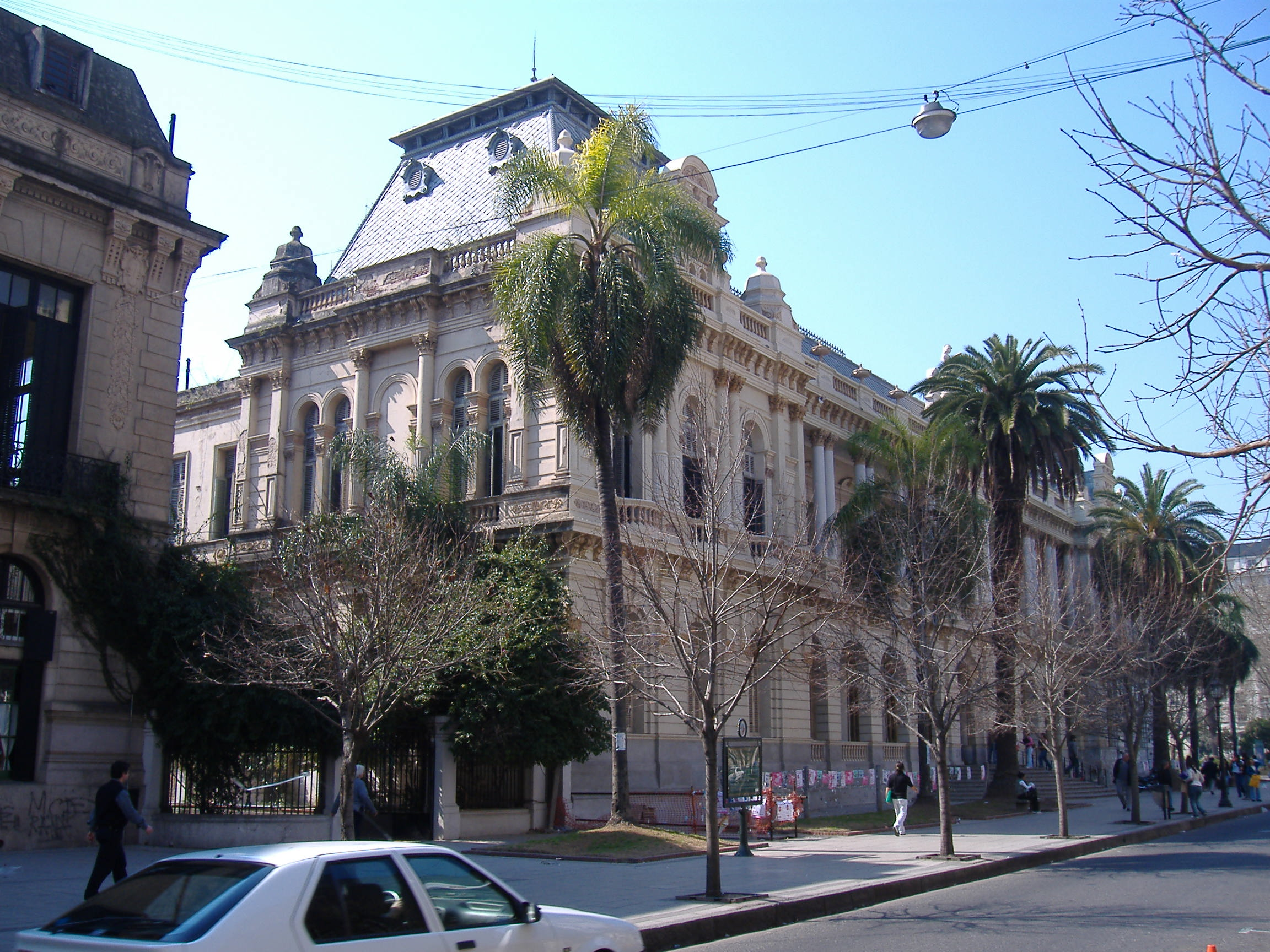
Facultad de Derecho y Ciencia Política en la esquina de Córdoba y Moreno.

En el año 1970 la Facultad de Derecho y Escuela de Ciencia Política y Relaciones Internacionales funcionaba en el edificio de Tribunales ubicado en calle Córdoba 2020.
La Facultad todavía no contaba con biblioteca propia, ya que el material bibliográfico había quedado en la biblioteca de la Facultad de Ciencias Económicas donde funcionaba anteriormente.
El 10 de agosto de 1970 se encarga la organización de la biblioteca a la Sra. Josefina Tavano, quien elabora el proyecto y se aboca a la tarea de clasificar el escaso material bibliográfico con que se contaba proveniente en su mayor parte de donaciones.
La biblioteca funcionó desde 1971 hasta 1978 en la planta alta en la esquina sobre Moreno y Córdoba, siendo característica de esta época la gran cantidad de murciélagos que había en el edificio y que frecuentemente poblaban los pasillos, al extremo que en el año 1976 el guano de murciélago acumulado en el techo del depósito de libros provocó la caída del cielorraso, lo que inhabilitó la sala de lectura por tres meses.
En el mes de agosto de 1978 la biblioteca se traslada al local donde funcionaba el archivo de Tribunales, en la planta alta. Al año siguiente sufre un nuevo traslado, esta vez al aula posteriormente denominada Rodolfo O. Fontanarrosa, donde todavía permanece puesta la placa que recuerda este suceso.
En el año 1980 la trasladan nuevamente al local que ocupa actualmente, compartiendo el espacio con la Biblioteca de la Facultad de Ciencias Agrarias.
La biblioteca atendía las necesidades bibliográficas de las Facultades de Derecho y de Ciencia Política y RR.II. hasta el año 1987 en que la colección bibliográfica perteneciente a la Facultad de Ciencia Política es transferida a su nuevo edificio en el CUR.
El local que se compartía con el CIDOC y la Biblioteca de la Facultad de Ciencias Agrarias queda para uso de la biblioteca y en el año 2001 se lo remodela totalmente.
El incendio que sufriera la facultad el 1 de julio de 2003 también influyo profundamente, precipitando la implementaron de proyectos que estaban estancados.
En la actualidad cuenta con la Biblioteca Circulante con estanterías abiertas, la Biblioteca Especializada con acceso restringido y la hemeroteca ubicada en la planta alta también con acceso libre al estante y cuenta con una fotocopiadora con sistema de autoservicio.
2012 CONTINÚAN LAS OBRAS EN TODO EL EDIFICIO Y LA TORRE 
Todo el edificio se encuentra en uso, habiendo algunas reparaciones en trámite. Las obras edilicias de recuperación de las instalaciones continúan desarrollándose con absoluta normalidad
2013 FINAL DE OBRAS EDILICIAS
Bajo la actual gestión de gobierno de la Facultad de Derecho, correspondiente al Decanato del Dr. Ernesto I. J. Granados y la Vicedecana Dra. Andrea Meroi, con la inestimable ayuda del Rector de la Universidad Nacional de Rosario Prof. Darío Maiorana, el 3 de octubre de 2013, en el antiguo Palacio de Justicia, se inauguran las obras correspondientes a la última etapa de las ejecutadas. Con la conclusión de estas obras, que comprenden el Ingreso Moreno, Interior torre y Fachada Santa Fe queda totalmente reparado todo lo afectado por el incendio de 2005.

## Juristas destacados
La Facultad ha tenido y tiene como docentes, importantes juristas y provenientes de otras disciplinas, de relevancia nacional e internacional, entre ellos: Rodolfo Fontanarrosa, Werner Goldschmidt, Roberto Brebbia, Alberto Arévalo, Isidoro Silberstein, Manuel de Juano, Ángel Braulio Chávarri, Adolfo Rouzaut, Celestino Araya, Fernando Pedro Brebbia, Jorge Jaureguiberry, Benjamín Stubrin, Elías Guastavino, Calixto Armas Barea, Juan Carlos Gardella, Eugenio Malaponte, Ricardo Arribillaga, Oscar Borgonovo, Mario Augusto Saccone, Guillermo Fierro, Ariel Álvarez Gardiol, Adolfo Alvarado Velloso, Gustavo Bossert, Alfredo Alberto Althaus, Juan Carlos Puig, Jorge Walter Peyrano, Sergio Díaz de Brito, Miguel Ángel Ciuro Caldani, Hernán Racciatti, Juan José Casiello, Juan María Farina, Jorge Robiolo, Luis Andorno, Sonia Bellotti de Podestá, Juan Malcolm Dobson, Miguel Carlos Araya, Roberto Miguel Natale, Adolfo Alejandro Nicolás Rouillón, René Balestra, etc.

## Carreras de grado y posgrado
Carreras de grado
- Abogacía
- Notario
- Profesorado en Derecho

Carreras de Posgrado
- Doctorado en Derecho
- Maestría en Derecho Procesal
- Maestría en Derecho Privado
- Maestría en Derecho Público
- Maestría en Entidades de la Economía Social
- Especialización en Derecho de Familia
- Especialización en Derecho Administrativo
- Especialización en Derecho Empresario
- Especialización en Magistratura
- Especialización en Derecho Penal
- Especialización en Derecho Tributario
- Especialización en Derecho Inmobiliario, Urbanístico y de la Construcción
- Especialización en Derecho del Trabajo
- Especialización en Derecho Sucesorio

Centro Universitario de Mediación: habilitado para la formación de mediadores